# Nienke Kingma
Nienke Kingma, nizozemska veslačica, * 12. februar 1982, Driebergen.
Kingma je za Nizozemsko nastopila na Svetovnem prvenstvu v veslanju 2006 v Etonu, kjer je veslala v četvercu, ki je osvojil peto mesto. Leta 2007 je nastopila v dvojnem dvojcu na Svetovnem prvenstvu v Münchnu, kjer je čoln osvojil deveto mesto.
Na Poletnih olimpijskih igrah 2008 v Pekingu je veslala v nizozemskem osmercu, ki je takrat osvojil srebrno medaljo. Njene soveslačice takrat so bile Femke Dekker, Annemiek de Haan, Roline Repelaer van Driel, Annemarieke van Rumpt, Sarah Siegelaar, Marlies Smulders, Helen Tanger, krmarka pa Ester Workel.